# Алесо Балдовинети
Алесо Балдовинети (итал. Alesso Baldovinetti) (рођен 14. октобра 1425. у Фиренци — умро 29. августа 1499. у Фиренци), био је фирентински сликар чије дјело са пажљивим моделирањем форме и тачним преносом свјетла-сјене, представља најкарактеристичнији примјер фирентинског сликарства друге половине XV вијека. Такође је дао значајан допринос сликарству пејзажа.
Отац Алеса је био трговац. Будући да је био најстарији син од њега се очекивало да настави очевим стопама, међутим, он је изабрао да буде умјетник. Почео је са учењем сликарства у двадесеттрећој години, 1448. у сликарској радионици Св. Лука. Његови најранији радови су слика врата једне капеле у Венецији и олтарна слика за цркву Пјеве ди Борђо Сан Лоренцо.